# CS50
CS50 (Inglês: Computer Science 50) é um curso presencial e online de ciência da computação da Universidade de Harvard e, desde 2015, também da Universidade Yale. O material do curso está disponível em diversos sites na internet, sendo possível assistir aulas gratuitamente, para adquirir o certificado no entanto, é preciso realizar o pagamento de uma taxa, referente à emissão. A versão presencial do curso CS50 é a maior aula de Harvard, com cerca de 800 alunos, contam com 102 funcionários e 2 200 participantes de suas hackatons.
Além do curso introdutório CS50, a marca agora inclui uma variedade de outros cursos voltados para diferentes áreas da ciência da computação. Entre esses cursos, estão o CS50 para Game Development, que foca no desenvolvimento de jogos; o CS50 para Inteligência Artificial, que explora técnicas e algoritmos de IA; e o CS50 para Web Programming, que ensina a criar aplicações web. Esses cursos são projetados para atender a públicos diversos, desde iniciantes até profissionais buscando especialização.

## Formato
As palestras do CS50 são gravadas e disponibilizadas em diversos serviços incluindo a iTunes Store, edX (onde o curso é conhecido como CS50x), Coursera, e o YouTube. Vídeos adicionais criados para ajudar os alunos na resolução dos problemas oferecidos pelo curso são gravados com professores e estudantes voluntários. As atividades do curso, conhecidas como problem sets (Português: Conjuntos de Problemas) estão disponíveis tanto em formato PDF como HTML. Os alunos podem fazer o upload das respostas aos problem sets sendo que alguns dos problemas recebem suas notas de forma automatizada. Os alunos também podem usar um software especial para verificar o código que escreveram utilizando a nuvem. Em 2016, o CS50 tornou-se o primeiro curso universitário a oferecer aos alunos a possibilidade de assistir todas as suas palestras inteiramente em VR.

## Personalidades notáveis
O Professor David Malan tem sido chamado de um dos educadores mais conhecidos da área de ciência da computação. Além dele, o cofundador do Facebook, Mark Zuckerberg, e o ex-diretor executivo da Microsoft, Steve Ballmer deram palestras como convidados do curso.